# 14593 Everett
14593 Everett eller 1998 SA26 är en asteroid i huvudbältet som upptäcktes den 22 september 1998 av LONEOS vid Anderson Mesa Station. Den är uppkallad efter Everett Gibson.
Asteroiden har en diameter på ungefär 2 kilometer.